# Ina-Yoko Teutenberg
Ina-Yoko Teutenberg (* 28. Oktober 1974 in Düsseldorf) ist eine ehemalige deutsche Radrennfahrerin und heutige Sportliche Leiterin. Sie war eine der erfolgreichsten deutschen Radsportlerinnen der 1990er und 2000er bis in die 2010er Jahre hinein.

## Sportliche Laufbahn
Teutenberg stammt aus einer Radsportfamilie und begann im Alter von sechs Jahren mit dem Sport. Ihr Vater Horst (1938–2021) war Jugendleiter und Stützpunkttrainer in Nordrhein-Westfalen. Ihre älteren Brüder Lars und Sven waren ebenfalls Radrennfahrer. Ihre Nichte ist die Tochter von Bruder Lars, Lea Lin Teutenberg, deren Bruder Tim Torn Teutenberg. Ihre Qualitäten lagen vor allem im Sprint und kurzen Zeitfahren, wie Prologen. Im Laufe ihrer Karriere errang sie über 200 Siege.
1990 wurde Ina-Yoko Teutenberg im britischen Middlesbrough Doppel-Junioren-Weltmeisterin, im Straßenrennen sowie im Punktefahren auf der Bahn. 2009 und 2011 wurde sie deutsche Meisterin im Straßenrennen.
1996 gewann Teutenberg die Internationale Thüringen-Rundfahrt der Frauen. Darüber hinaus gewann sie mehrere Rennen des Rad-Weltcups der Frauen und zahlreiche Etappen bei wichtigen Radrundfahrten, etwa der Tour de l’Aude und die Grande Boucle Féminine. Unter anderem gewann sie fünf Mal das Liberty Classic in Philadelphia, vier Etappen der Tour of Chongming Island, 13 Etappen des Giro d’Italia Femminile und 14 Etappen der Holland Ladies Tour.
2000 nahm sie an den Olympischen Sommerspielen in Sydney teil und startete im Straßenrennen, das sie aber nicht beenden konnte. 2006 wurde sie Zweite in der Gesamtwertung des Rad-Weltcups der Frauen, 2007 belegte sie Platz drei. Bei den UCI-Straßen-Weltmeisterschaften 2011 in Kopenhagen errang sie die Bronzemedaille im Straßenrennen und belegte bei den Olympischen Sommerspielen 2012 den vierten Platz.
Im Frühjahr des Jahres 2013 erlitt Ina-Yoko Teutenberg bei einem Sturz während des niederländischen Eintagesrennens Drentse 8 eine schwere Gehirnerschütterung und fiel für den Rest der Saison aus, an deren Ende sie ihre Radsportlaufbahn beendete.

## Berufliches
Nach dem Ende ihrer aktiven Sportlaufbahn war Ina-Yoko Teutenberg für den US-amerikanischen Verband USA Cycling und für das Team Rally Cycling tätig. 2018 wurde sie Sportliche Leiterin des neugeschaffenen Frauenteams Trek-Segafredo, seit Mitte 2023 Lidl-Trek.

## Erfolge (Auswahl)

### Straße
1990

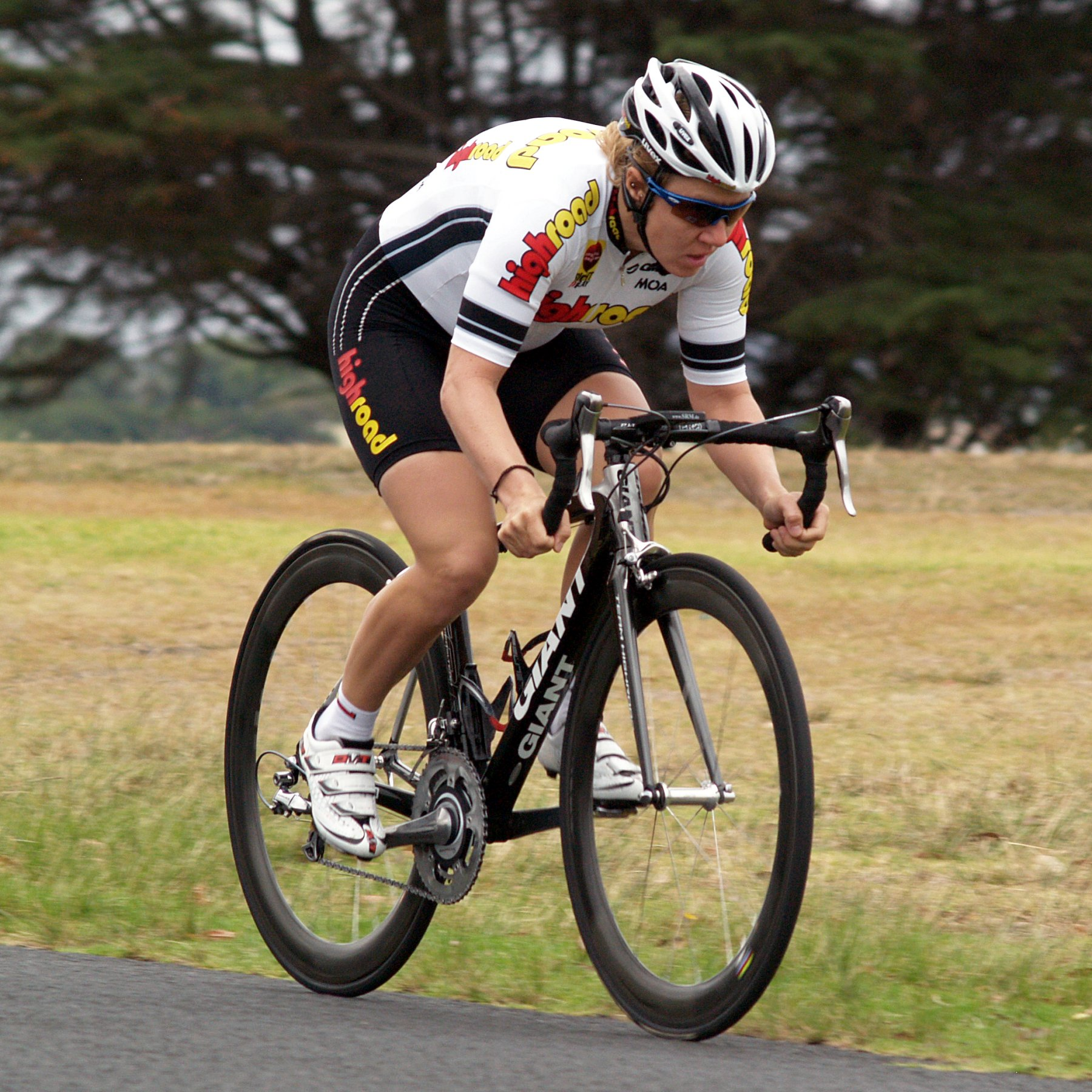
Ina-Yoko Teutenberg bei der Geelong Tour 2009

- Junioren-Weltmeisterin – Straßenrennen

1994
- eine Etappe Portugal-Rundfahrt

1995
- eine Etappe Internationale Thüringen-Rundfahrt der Frauen

1996
- Gesamtwertung Internationale Thüringen-Rundfahrt der Frauen

1998
- eine Etappe Women’s Challenge
- eine Etappe Holland Ladies Tour

1999
- zwei Etappen Women’s Challenge

2000
- zwei Etappen Women’s Challenge
- eine Etappe Holland Ladies Tour

2001
- eine Etappe Internationale Thüringen-Rundfahrt der Frauen
- zwei Etappen Women’s Challenge
- eine Etappe Tour of the Gila

2002
- eine Etappe Holland Ladies Tour
- eine Etappe Internationale Thüringen-Rundfahrt der Frauen
- drei Etappen Tour Cycliste Féminin International de l’Ardèche

2003
- zwei Etappen Tour Cycliste Féminin International de l’Ardèche
- zwei Etappen Redlands Bicycle Classic
- eine Etappe Tour of the Gila
- zwei Etappen Tour de Toona
- eine Etappe Holland Ladies Tour

2005
- zwei Etappen Redlands Bicycle Classic
- eine Etappe Tour of the Gila
- Liberty Classic
- eine Etappe Holland Ladies Tour

2006
- zwei Etappen Neuseeland-Rundfahrt der Frauen
- eine Etappe Geelong Tour
- eine Etappe Ronde van Drenthe
- zwei Etappen Tour Cycliste Féminin International de l’Ardèche
- eine Etappe Tour de Feminin – Krásná Lípa
- zwei Etappen Holland Ladies Tour
- eine Etappe Giro della Toscana Femminile

2007
- zwei Etappen Geelong Tour
- zwei Etappen Neuseeland-Rundfahrt der Frauen
- eine Etappe Redlands Bicycle Classic
- eine Etappe Tour Cycliste Féminin International de l’Ardèche
- Liberty Classic
- zwei Etappen Giro d’Italia Femminile
- zwei Etappen Trophée d’Or Féminin

2008
- eine Etappe Neuseeland-Rundfahrt der Frauen
- Drentse 8
- eine Etappe Gracia Orlová
- zwei Etappen Tour Cycliste Féminin International de l’Ardèche
- Gesamtwertung und zwei Etappen Ster van Walcheren
- vier Etappen Giro d’Italia Femminile
- Prolog und zwei Etappen Route de France Féminine
- drei Etappen Holland Ladies Tour
- drei Etappen Giro della Toscana Femminile

2009
- Flandern-Rundfahrt Frauen
- Drentse 8
- Ronde van Gelderland
- eine Etappe Gracia Orlová
- drei Etappen Tour Cycliste Féminin International de l’Ardèche
- Liberty Classic
- Gesamtwertung Ster van Walcheren
- Deutsche Meisterin – Straßenrennen
- eine Etappe Giro d’Italia Femminile
- zwei Etappen Route de France Féminine
- eine Etappe Holland Ladies Tour
- eine Etappe Giro della Toscana Femminile

2010
- Drentse 8
- Gesamtwertung und zwei Etappen Tour of Chongming Island
- drei Etappen Tour Cycliste Féminin International de l’Ardèche
- Liberty Classic
- vier Etappen Giro d’Italia Femminile
- eine Etappe Route de France Féminine
- eine Etappe Holland Ladies Tour
- eine Etappe Giro della Toscana Femminile

2011
- eine Etappe Neuseeland-Rundfahrt der Frauen
- eine Etappe Energiewacht Tour
- Ronde van Gelderland
- Gesamtwertung und eine Etappe Tour of Chongming Island
- eine Etappe Giro del Trentino Alto Adige
- Deutsche Meisterin – Straßenrennen
- eine Etappe Giro d’Italia Femminile
- zwei Etappen Internationale Thüringen-Rundfahrt der Frauen
- zwei Etappen Trophée d’Or Féminin
- drei Etappen Giro della Toscana Femminile
- Straßenweltmeisterschaft – Straßenrennen

2012
- drei Etappen Energiewacht Tour
- Grand Prix cycliste de Gatineau
- Liberty Classic
- eine Etappe Emakumeen Bira
- zwei Etappen Internationale Thüringen-Rundfahrt der Frauen
- Mannschaftszeitfahren Open de Suède Vårgårda
- drei Etappen Holland Ladies Tour
- Weltmeisterin – Mannschaftszeitfahren

### Bahn
1990
- Junioren-Weltmeisterin – Punktefahren

1992
- Junioren-Weltmeisterin – Punktefahren

1993
- Deutsche Meisterin – Punktefahren

1997
- Deutsche Meisterin – Punktefahren